# Glugea anomala
Glugea anomala (G. anomala) ingår tillsammans med cirka 38 andra arter fiskparasiter i släktet Glugea, vilket är klassat under riket svampar och ordningen Mikrosporida. G. anomala är främst knuten till storspigg (Gasterosteus aculeatus) där den ger upphov till stora karaktäristiska cystor i olika organ. G. anomala förekommer i såväl marin-, söt och bräckt miljö. Den beskrevs för första gången 1887 i storspigg.   

## Ekologi och spridning samt livscykel

### Ekologi och spridning
G. anomala är en obligat intracellulär parasit, tillhörande mikrosporida som är beroende av sin värd för både reproduktion och metabolism. Mikrosporida är eukaryotiska encelliga organismer (sporer) som generellt sett har en rund avlång form. Gemensamt drag för dessa är att i sporerna har de polära filament som de använder för att ta sig in i värdens celler. Den dokumenterade informationen som finns är att G. anomala är en vanlig parasit som infekterar storspigg,. Den förekommer i hela Europa, inklusive Östersjöområdet, Amerika och Asien. 

### Livscykel
G. anomala kan hos spigg infektera alla typer av vävnad och cystor kan utvecklas i så gott som alla organ hos den infekterade värden. Cystorna som bildas är synliga för blotta ögat och innehåller en stor mängd mikrosporidier som är under 10 µm långa. 
Den drabbade värd-fisken blir infekterad av parasiten på två sätt, antingen genom att den befinner sig i ett område där fria sporer finns i vattenmiljön och då råkar svälja ner dessa. Eller så äter den akvatiska ryggradslösa djur som är infekterade. Väl inne i fisken  invaderar parasiten värdens celler, detta sker genom att sporens cellmembran även kallat sporoplasma skickas in och överförs till cellen genom osmotiskt tryck som uppstår,. Parasiten påbörjar en könlös tillväxt, utnyttjar sig av värdcellen för energi och ökar snabbt i antal vilket resulterar i bildning av väl synliga cystor på 4–8 mm i diameter innehållande stora mängder mikrosporidier som var och en är under 10 µm långa,,. G. anomala kan hos storspigg infektera alla typer av vävnad och cystor kan utvecklas i så gott som alla organ hos den infekterade värden 8. Allt medan infektionen utvecklas kommer de här cystorna så småningom att spricka på grund av trycket inifrån och då sprida parasiter ut i vattenmiljön och på så sätt möjliggöra för parasiten att infektera nya värdar. Infektion med G. anomala är kostsam för värden och leder till funktionella nedsättningar, minskad rörlighet och viktnedgång, men kan även påverka neurologiska funktioner. Vid kraftig infektion kan den ha ett dödligt förlopp för fisken.  

## Släktskap
Släktet Glugea består av omkring 39 arter, där de flesta är knutna till benfiskar,. G. anomala är knuten till storspigg och var även en av de första arterna inom släktet som blev namngivet. Att identifiera, skilja och klassa olika arter av dessa parasiter kan vara väldigt komplicerat. Vanligen grundas identifikation på vilken vävnad som parasiten infekterar, samt hur deras morfologi och utvecklingscykel ser ut. Klassifikation kan också baseras på molekylär grund, vanligen genom att studera sekvensvariation i ribosomala gener. Det har dock visat sig att ett flertal namngivna arter inom Glugea har nästan identiska gensekvenser, vilket tyder på att de kan vara samma art. 

## Beteendeförändringar
Det har gjorts studier för att undersöka hur spiggens stimbeteende påverkas vid infektion, i synnerhet om det fanns skillnader i det sociala beteendet mellan infekterade och icke-infekterade spiggar. Icke-infekterade spiggar tenderade att föredra stim bestående av icke-infekterade fiskar, medan de som var infekterade inte hade någon märkbar preferens. De som var infekterade visade även på en större benägenhet att söka sig till och bilda stim, vilket skulle kunna tolkas som ett resultat av en beteendemanipulation från parasiten i syfte att optimera sina spridningschanser till icke-infekterade fiskar. 

## Behandling
G. anomala drabbar främst storspigg vilken inte har något kommersiellt värde, men som ibland används som studieart i ekologiska studier i akvarier. Det finns inte något känt botemedel mot infektioner med G. anomala men i experiment testades det om naturligt infekterade storspiggar kan behandlas med symmetriska triazinone (toltrazuril) i olika intervaller och doseringar. Ämnet verkar skada omogna sporer, huvudsakligen via påverkan på ribosomerna, ge svårigheter med produktion av vesiklar för transport av sporerna och generell lysering av cellkärnan och dess innehåll (karyoplasma/protoplasma). Medicinering resulterade i färre utsläppta sporer. Dock visade det sig att trots att man ökade intensiteten och doseringen så påverkades fortfarande inte mogna sporer. Den enda kända metoden för att förhindra spridning av sjukdomen är genom att infekterade fiskar hålls separerade och inte utsätts för andra icke-infekterade friska individer.